# Lappula occultata
Lappula occultata är en strävbladig växtart som beskrevs av Mikhail Grigoríevič Popov. Lappula occultata ingår i släktet piggfrön, och familjen strävbladiga växter. Inga underarter finns listade i Catalogue of Life.